# Parcul Natural Bucegi
Parcul Natural Bucegi – obszar chroniony w górach Bucegi w środkowej Rumunii, na terenie okręgów Brașov, Dâmbovița i Prahova. Parcul natural to w Rumunii obszar chronionego krajobrazu o V kategorii IUCN. Jest to jeden z 27 obszarów o takiej lub bardziej chronionej kategorii IUCN obszarów chronionych w Rumunii.

## Położenie
Park rozciąga się w południowej części okręgu Brașov, w północnej części okręgu Dâmbovița oraz w północno-zachodniej części okręgu Prahova. Bezpośrednio w pobliżu parku znajduje się droga krajowa DN1, prowadząca do Budapesztu. Ze względu na górski krajobraz, występują tam znaczne różnice wysokości – od 653 do 2514 m n.p.m. (szczyt Omu). Obejmuje swym zasięgiem praktycznie cały masyw Bucegi – fragment Karpat Południowych.

## Historia
Pierwsze oficjalne wzmianki o górach Bucegi pochodzą z XV wieku. Już w roku 1864 U. Hoffman prowadził wykłady na temat flory parku, znane są także dzieła traktujące o tym z lat 1940, 1967 i 1972. Pierwsze propozycje objęcia tego obszaru szczególną ochroną pojawiły się w 1936 roku. W roku 1990, decyzją nr 7/1990 wydaną przez rumuńskiego Ministra Środowiska, obszar gór został uznany za park narodowy. W późniejszych latach pojawiła się konieczność dostosowania przepisów dotyczących ochrony przyrody do norm Unii Europejskiej, co zrealizowano w 2000 roku. Parkowi przyznano status parcul natural (decyzja 5/2000), natomiast jego dokładne granice i sposoby zarządzania ustalono w 2003 roku.

## Geologia
Góry Bucegi są bardzo zróżnicowane pod względem geologicznym; występują tu różne rodzaje skał oraz zróżnicowana jest rzeźba terenu. Na terenie parku znajdują formacje skalne, m.in. wąwozy, jaskinie, a także pojedyncze skałki o kształtach m.in. grzybów, wież, iglic.

## Przyroda ożywiona

### Flora

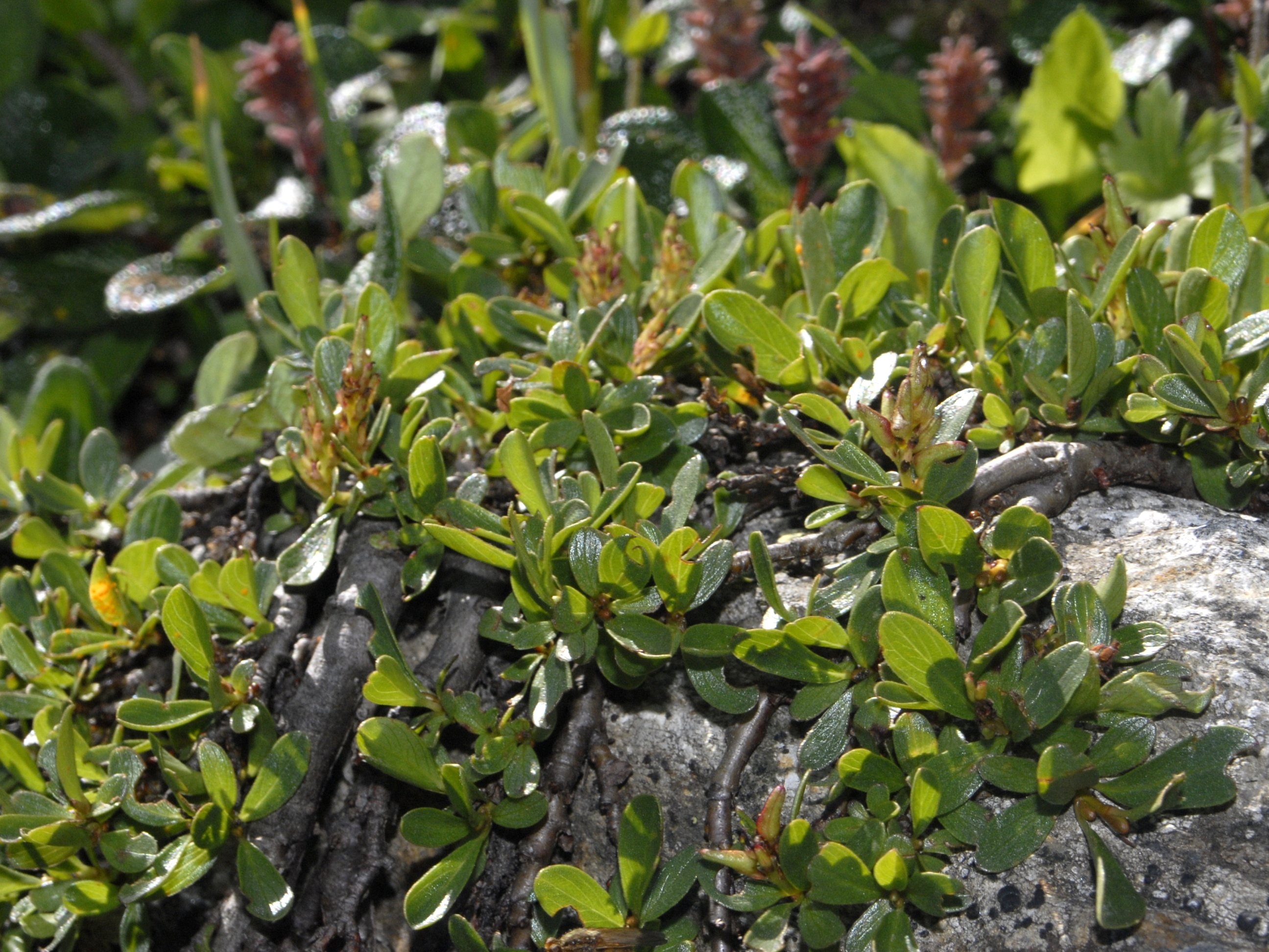
Wierzba wykrojona (Salix retusa)

Różnorodność ukształtowania terenu, struktura geologiczna, wysokość ponad 2500 m n.p.m., oferują szeroką gamę warunków, które umożliwiły rozwój flory tak bogatej, jak i zróżnicowanej, obejmującej wszystkie główne grupy roślin. Florę parku stanowią rośliny, występujące w zależności od wysokości nad poziomem morza – a co za tym idzie, w zależności od zmian takich warunków klimatycznych jak średnia temperatura, roczna suma opadów atmosferycznych i długość okresu wegetacyjnego – w poszczególnych piętrach. Wybrane gatunki występujące w parku to:
Drzewa, krzewy i krzewinki: jodła (Abies), cis pospolity (Taxus baccata), sosna limba (Pinus cembra), modrzew europejski (Larix decidua), jesion (Fraxinus) buk zwyczajny (Fagus sylvatica), brzoza brodawkowata (Betula pendula), topola osika (Populus tremula), wierzba iwa (Salix caprea), wierzba borówkolistna (Salix myrtilloides), wierzba wykrojona (Salix retusa), kosodrzewina (Pinus mugo), jałowiec pospolity (Juniperus communis), leszczyna pospolita (Corylus avellana), borówka brusznica (Vaccinum vitis-idaea), borówka czarna (Vaccinum myrtillus), jeżyna krzewiasta (Rubus fruticosus), trzmielina pospolita (Euonymus europaeus);
Rośliny zielne – niektóre z nich to tutejsze endemity lub subendemity: szarotka alpejska (Leontopodium alpinum), obuwik pospolity (Cypripedium calceolus), różanecznik wschodniokarpacki (Rhododendron kotschyi), wawrzynek Blagaya (Daphne blagayana), dębik ośmiopłatkowy (Dryas octopetala), dzięgiel litwor (Angelica archangelica), traganek (Astragalus depressus), podejźrzon księżycowy (Botrychium lunaria), paprotnica królewska (Cystopteris alpina), pszonak (Erysimum officinalis), kosaciec (Iris ruthenica), siwiec żółty (Glaucium flavum), Nigritella rubra, przylaszczka siedmiogrodzka (Hepatica transsilvanica), goryczka żółta (Gentiana lutea), tłustosz alpejski (Pinguicula alpina), goryczka krótkołodygowa (Gentiana clusii), tojad południowy (Aconitum anthora), jastrzębiec pomarańczowy (Hieracium aurantiacum), omieg górski (Doronicum austriacum), kozłek lekarski (Valeriana officinalis), jaskier górski (Ranunculus montanus), posłonek rozesłany (Helianthemum nummularium), pleszczotka górska (Biscutella laevigata), macierzanka piaskowa (Thymus serpyllum), dziewięćsił bezłodygowy (Carlina acaulis), dębik ośmiopłatkowy (Dryas octopetala), rogownica polna (Cerastium arvense), pierwiosnek wyniosły (Primula elatior), skalnica naprzeciwlistna (Saxifraga oppositifolia), jastrun właściwy (Leucanthemum vulgare), rogownica kutnerowata (Cerastium tomentosum), dzwonek alpejski (Campanula alpina), lepnica bezłodygowa (Silene acaulis).

### Fauna

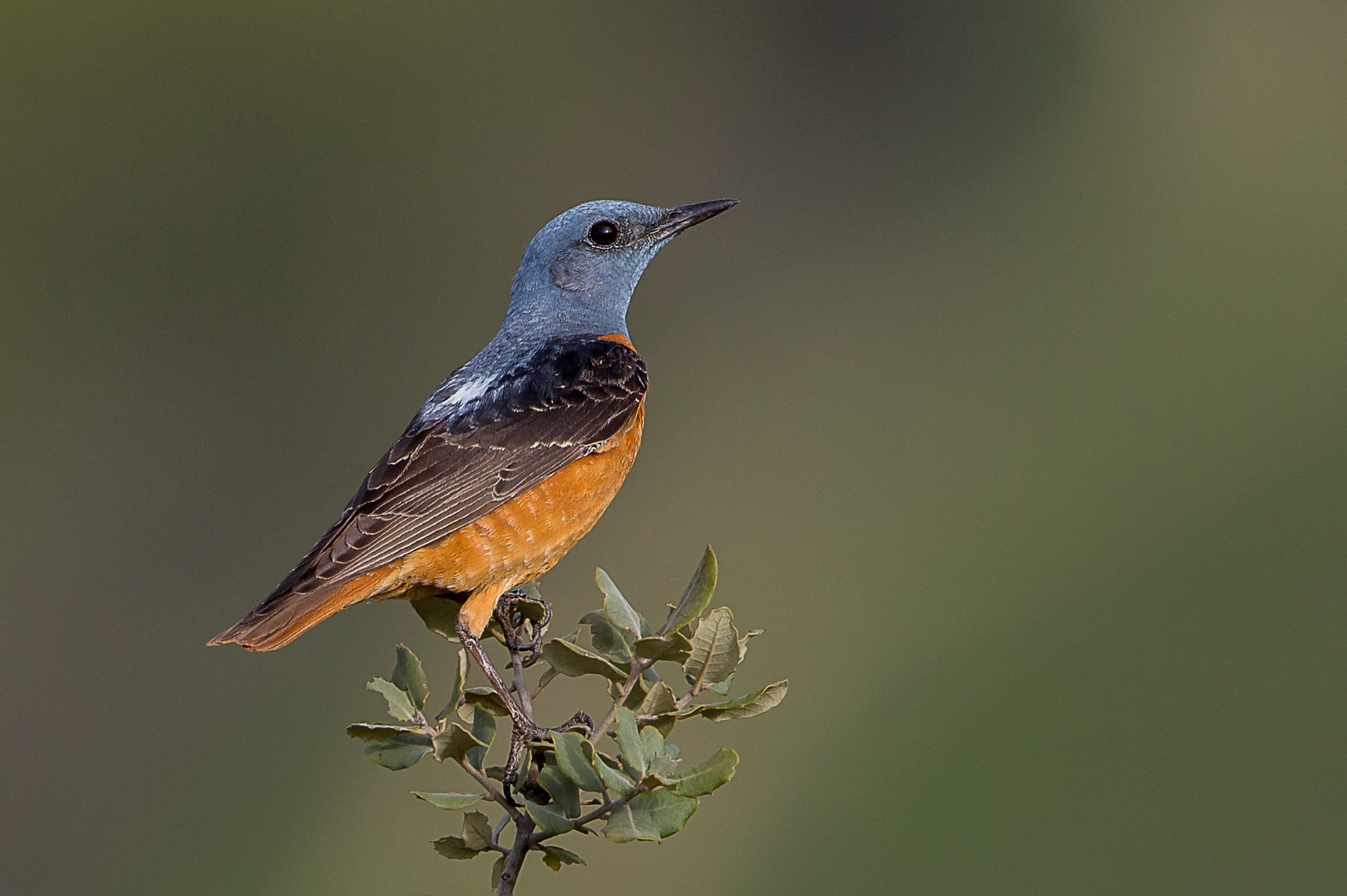
Nagórnik zwyczajny (Monticola saxatilis)

Niektóre z gatunków zwierząt z obszaru parku znajdują się w czerwonej księdze IUCN. Fauna parku jest reprezentowana przez wiele gatunków ptaków, ssaków, gadów i płazów oraz nieliczne ryb:
Ssaki: niedźwiedź brunatny (Ursus arctos), wilk szary (Canis lupus), jeleń szlachetny (Cervus elaphus), daniel zwyczajny (Dama dama), kozica północna (Rupicapra rupicapra), sarna europejska (Capreolus capreolus), żbik europejski (Felis silvestris), ryś (Lynx lynx), kuna leśna (Martes martes), lis rudy (Vulpes vulpes crucigea), wiewiórka szara (Sciurus carolineansis), ślepiec (Nannospalax leucodon), mopek zachodni (Barbastella barbastellus), podkowiec mały (Rhinolophus hipposideros), mroczek późny (Eptesicus serotinus), gacek brunatny (Plecotus auritus), mroczek posrebrzany (Vespertilio murinus), zębiełek białawy (Crocidura leucodon), koszatka leśna (Dryomys nitedula), smużka leśna (Sicista betulina);
Ptaki: głuszec (Tetrao urogallus), orzeł przedni (Aquila chrysaetos), sęp płowy (Gyps fulvus), kruk (Corvus corax), myszołów rdzawosterny (Buteo jamaicensis), nagórnik zwyczajny (Monticola saxatilis), krzyżodziób świerkowy (Loxia curvirostra), jerzyk zwyczajny (Apus apus), siwerniak (Anthus spinoleta);
Gady i płazy: wąż Eskulapa (Elaphe longissima), gniewosz plamisty (Coronella austriaca), padalec zwyczajny (Anguis fragilis), żmija zygzkowata (Vipera berus), jaszczurka zwinka (Lacerta agilis), murówka zwyczajna (Podarcis muralis), kumak górski (Bombina variegata), traszka karpacka (Triturus montandoni), rzekotka drzewna (Hyla arborea), żaba trawna (Rana temporaria), żaba dalmatyńska (Rana dalmatina), traszka górska (Triturus alpestris), traszka zwyczajna (Triturus vulgaris) salamandra plamista (Salamandra salamandra);
Ryby: kiełb Kesslera (Gobio kessleri) i głowacz białopłetwy (Cottus gobio).

## Szczególne formy ochrony przyrody

### Pomniki przyrody

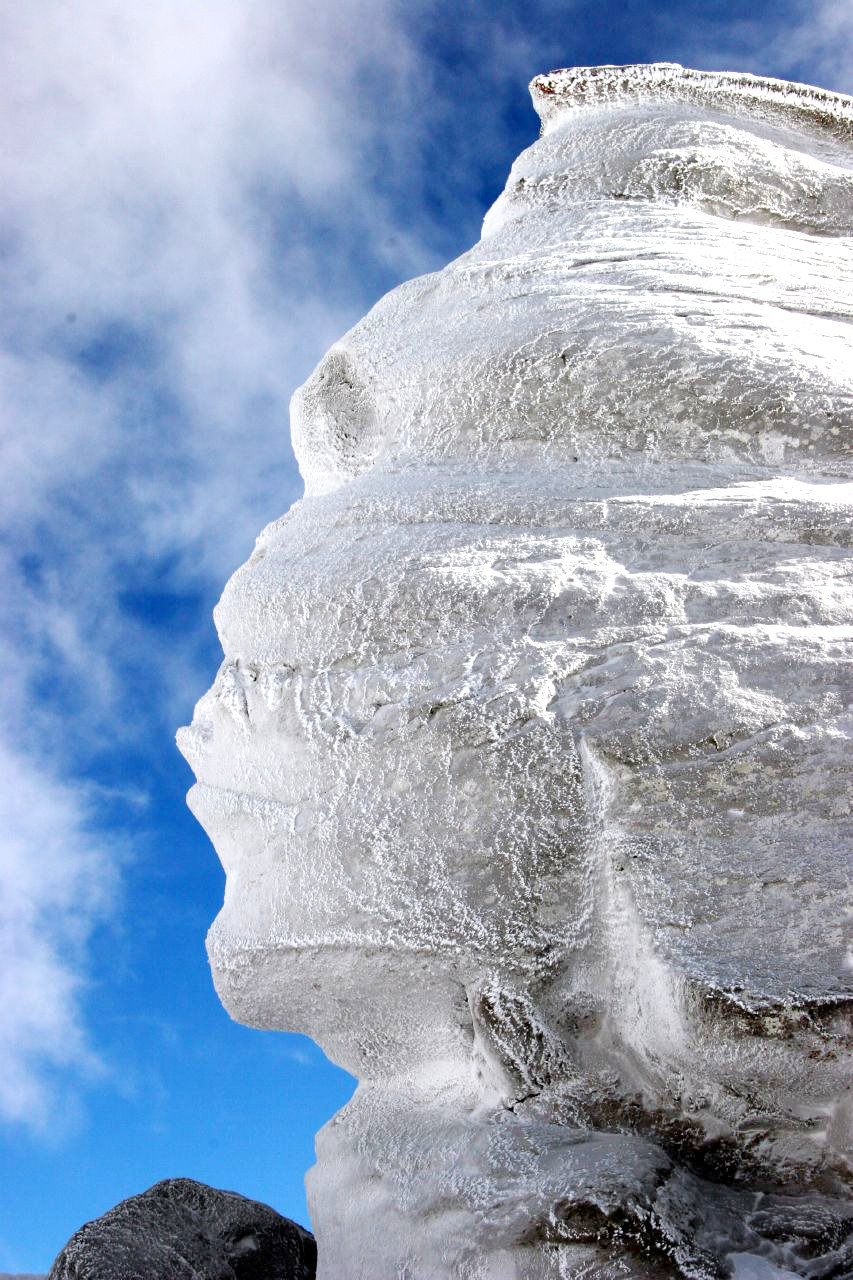
Sfinks w Bucegi, zima 2006

W celu trwałego zachowania szczególnych cech naturalnych, które są godne uwagi ze względu na ich znaczenie przyrodnicze, unikalną lub reprezentatywną jakość, na mocy ustawy 5/2000 ustanowiono 46 pomników przyrody – głównie są to wodospady, jaskinie oraz skałki powstałe z biegiem czasu w wyniku erozji deszczowej i wietrznej.
Najczęściej odwiedzane pomniki przyrody to Babele i Sfinks. Istnieje wiele innych podobnych kształtów i figur, takich jak Delfin (rum. Delfinul), Żaba (rum. Broasca), Bliźnięta (rum. Gemenii), Pies (rum. Câinele), Cesarz (rum. Împăratul) czy Jaszczurka (rum. Șopârla).

### Rezerwaty
Na około 35% procentach powierzchni parku utworzono rezerwaty, mające na celu ściślejszą ochronę przyrody na danym obszarze. Działanie to uznano za konieczne ze względu na istniejące tam formacje skalne, albo występujące gatunki drzew czy innych roślin.